# Волюве-Сен-Ламбер
Волюве-Сен-Ламбер (фр. Woluwe-Saint-Lambert) або Сінт-Ламбрехтс-Волюве (нід. Sint-Lambrechts-Woluwe МФА: [sɪnt ˈlɑmbrɛçts ˈwoːlywə] вимоваⓘ) — одна з 19 комун, що утворюють Брюссельський столичний регіон королівства Бельгія. Комуна є двомовною. Офіційними в ній визнано французьку, якою розмовляє до 80 % населення, та нідерландську мови. Розташована на сході Брюсселя, за течією річки Волюве. Це один з найблагополучніших житлових районів сучасної столиці. Площа — 7,22 км².

## Назва
Назва комуни походить від назви річки Волюве, а також від тутешньої церкви, названої на честь Святого Ламберта.

## Історія

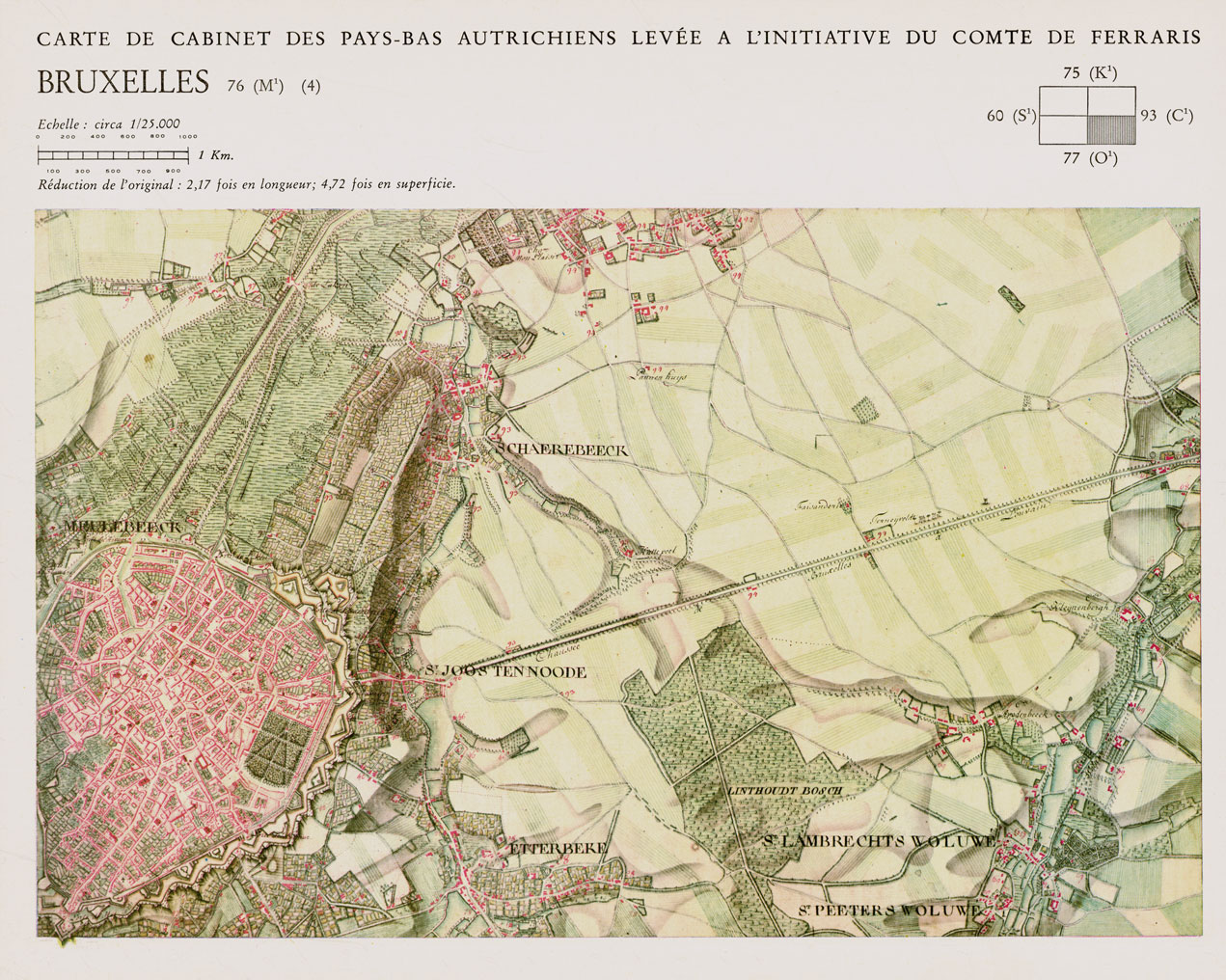
Волюве-Сен-Ламбер, Брюссель та інші населені пункти на карті Й. Ферраріса, 1770–1778 роки.

Населений пункт на місці сучасного Волюве відомий з 12 століття. На території комуни під час археологічних розвідок знайдено наконечники стріл та інші артефакти, що належать до кам'яної доби.
Протягом всього 19 століття Волюве-Сен-Ламбер залишався сільськогосподарським передмістям Брюсселя. Середньовічна історія комуни тісно пов'язана з історією місцевої церкви, відомої тут з 12 століття і яка була залежною від парафії Святих Михаїла та Гудили у Брюсселі до падіння старого режиму під час Французької революції. Протягом семи століть тутешні великі селянські господарства належали абатству Форе й були під його керівництвом.

Волюве-Сен-Ламбер на карті Брюсельського столичного регіону.

## Населення
- 1880 1.649
- 1910 8.883
- 2006 47.952
- 2008 49.261 (29,08% жителів — іноземці)

Рівень безробіття сягає 12,5% (2009).
| Рік | 1990  | 1995  | 2000  | 2005  | 2007  | 2008  | 2009  | 2010  | 2011  |
| --- | ----- | ----- | ----- | ----- | ----- | ----- | ----- | ----- | ----- |
| Населення | 48141 | 47077 | 46528 | 47845 | 48315 | 49261 | 50163 | 50749 | 51515 |
| Джерело: Населення Бельгії у 1990-2011 роках. на сайті Головної дирекції статистики і економічної інформації уряду Бельгії. |       |       |       |       |       |       |       |       |       |

В комуні за даними на 1 січня 2011 року проживало 51515 людей, з яких 34972 людей (67,89 %) були бельгійського походження і 16542 (32,11 %) - іноземцями, з яких 12581 людина походила з країн Євросоюзу, 3961 людина - з інших країн світу. З всіх іноземців 15 чоловік мали статус політичних біженців.
| Бельгія | 35705 | 36019 | 35687 | 35496 | 34892 | 34972 |
| Болгарія | н. д. | н. д. | н. д. | 49    | 49    | 105   |
| Велика Британія | 665   | 673   | 681   | 691   | 718   | 117   |
| Греція | 488   | 529   | 534   | 524   | 536   | 595   |
| Дем. Респ. Конго | 250   | 268   | 310   | 238   | 257   | 326   |
| Іспанія | 808   | 864   | 849   | 881   | 885   | 1040  |
| Італія | 1186  | 1215  | 1213  | 1263  | 1300  | 1251  |
| Марокко | 185   | 178   | 190   | 172   | 159   | 232   |
| Нідерланди | 307   | 296   | 299   | 320   | 321   | 368   |
| Німеччина | 640   | 691   | 714   | 731   | 768   | 782   |
| Польща | 87    | 143   | 181   | 247   | 360   | 888   |
| Португалія | 711   | 726   | 747   | 782   | 819   | 910   |
| Румунія | 67    | 93    | 102   | 119   | 144   | 523   |
| США | 349   | 359   | 364   | 414   | 382   | 347   |
| Угорщина | н. д. | н. д. | н. д. | 80    | 115   | 261   |
| Україна | н. д. | н. д. | н. д. | н. д. | н. д. | 32    |
| Фінляндія | 292   | 280   | 291   | 306   | 341   | 311   |
| Франція | 1878  | 2057  | 2149  | 2262  | 2412  | 2977  |
| Швеція | 163   | 205   | 208   | 222   | 239   | 241   |
| Японія | 301   | 369   | 410   | 507   | 501   | 614   |
| Інші | 2133  | 2260  | 2403  | 2541  | 2754  | 4623  |
| Разом | 46215 | 47225 | 47332 | 47845 | 47952 | 51515 |
| Примітки. 1. н. д. - немає данних. 2. В таблиці окрім України представлені лише ті країни, кількість вихідців з яких в населенні комуни станом на 2011 рік становила понад 200 осіб. |       |       |       |       |       |       |